# Edeltraud Plattner
Edeltraud Plattner geb. Gramer (* 12. Juli 1959 in Obertaufkirchen) ist eine deutsche Politikerin (CSU) und war von 2004 bis 2008 Mitglied des Bayerischen Landtages.

## Leben und Beruf
Nach dem Besuch der Volksschule absolvierte Edeltraud Plattner von 1974 bis 1976 eine Ausbildung zur ländlichen Hauswirtschafterin.
Edeltraud Plattner ist seit 1979 verheiratet und hat fünf Kinder.

## Partei
Sie trat 1991 in die CSU ein und ist seit 1999 Vorsitzende der Arbeitsgemeinschaft Landwirtschaft des CSU-Kreisverbandes Rottal-Inn sowie seit 2001 auch stellvertretende Vorsitzende des CSU-Kreisverbandes Rottal-Inn.

## Abgeordnete
Edeltraud Plattner gehört seit 1996 dem Kreistag des Landkreises Rottal-Inn und dem Stadtrat der Stadt Pfarrkirchen an. 
Am 1. August 2004 ist sie für den ausgeschiedenen Abgeordneten Manfred Weber in den Bayerischen Landtag nachgerückt. Bei den Landtagswahlen 2008 konnte sie als Listenkandidatin des Bezirks Niederbayern aufgrund der hohen Verluste der CSU nicht wieder in den Landtag einziehen.